# Villukuri
Villukuri es una ciudad y nagar Panchayat situada en el distrito de Kanyakumari en el estado de Tamil Nadu (India). Su población es de 15304 habitantes (2011).

## Demografía
Según el censo de 2011 la población de Villukuri era de 15304 habitantes, de los cuales 7534 eran hombres y 7770 eran mujeres. Villukuritiene una tasa media de alfabetización del 90,52%, superior a la media estatal del 80,09%: la alfabetización masculina es del 92,73%, y la alfabetización femenina del 88,41%.